# Loi de Périclès
La loi de Périclès ou loi de 451 av. J.-C. est une loi restreignant l'obtention de la citoyenneté athénienne.

## Contexte de l'élaboration de la loi
Athènes, en ces années 450, est à son apogée. Athènes possède une hégémonie sans partage sur la Ligue de Délos et plus globalement sur le monde hellénique. Périclès vient d'être élu stratège.

## La loi en elle-même
La loi de Périclès décrète qu'il faut désormais être fils de père citoyen, mais également de mère fille de citoyen (les femmes ne pouvant prétendre à la citoyenneté). Le nombre de citoyens athéniens diminue donc de 42 000 à environ 14 000 sur 380 000 habitants à Athènes et sa région, l'Attique. Cette réforme montre en fait le souci d'une communauté à maîtriser sa propre taille, Périclès craignant sûrement que l'accroissement progressif du nombre de citoyens depuis les réformes clisthéniennes n'entraîne irrémédiablement un fonctionnement de plus en plus mauvais des institutions, sachant que plus il y a de citoyens athéniens, plus il est difficile de prendre des décisions unanimes.

## Athènes après la loi
Les citoyens qui répondaient aux critères trouvaient la loi nécessaire pour limiter le nombre de citoyens devenant à cette époque trop nombreux. Cependant, les Athéniens concernés par cette restriction ne furent évidemment pas d'accord et allèrent même jusqu'à accuser Périclès de créer cette loi dans un objectif personnel d'éliminer certains rivaux. Cette loi créa donc une vague de nouveaux opposants au stratège.